# Brandkatastrophe im Nachtclub Kiss
Die Brandkatastrophe im Nachtclub Kiss ereignete sich in der Nacht vom 26. auf den 27. Januar 2013 gegen 2:30 Uhr in der Stadt Santa Maria im südlichsten Bundesstaat Brasiliens, Rio Grande do Sul. Dabei starben 242 Menschen, mehr als 600 weitere wurden zum Teil schwer verletzt. Das Feuer gilt, gemessen an der Anzahl der Todesopfer, nach dem Zirkusbrand von Niterói (1961) mit ca. 500 Toten als die zweitschwerste Brandkatastrophe in der Geschichte Brasiliens.

## Brandursache und Situation im Nachtclub

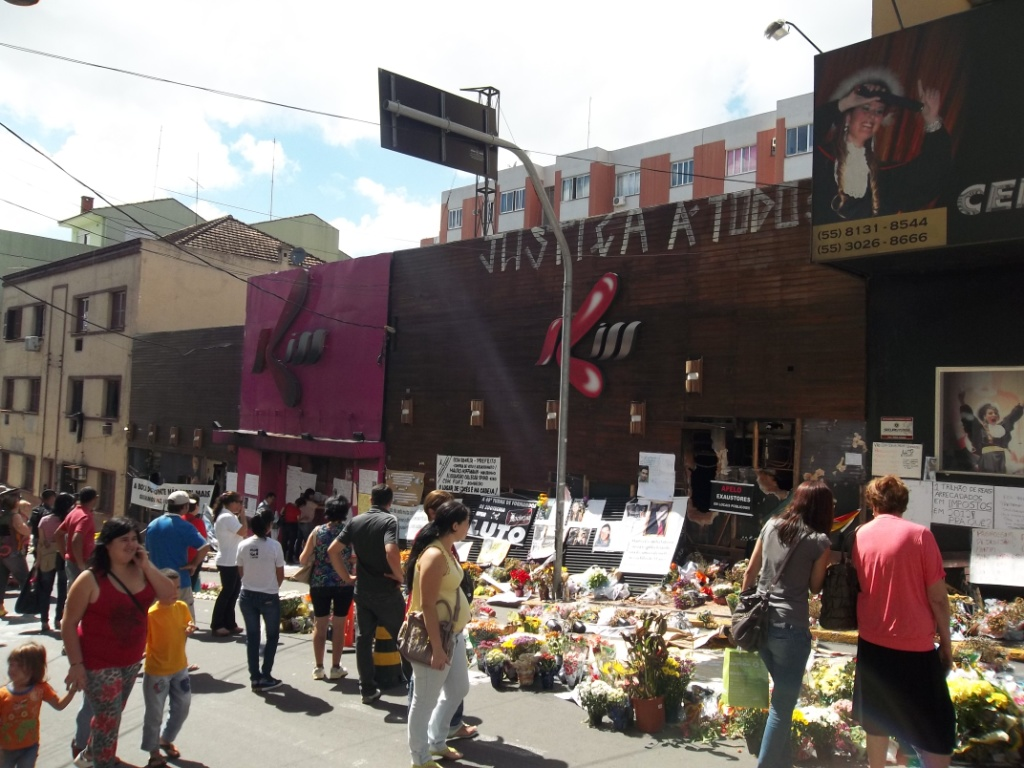
Der Nachtclub eine Woche nach dem Brand. Farbgebung der Wände wie im Plan.

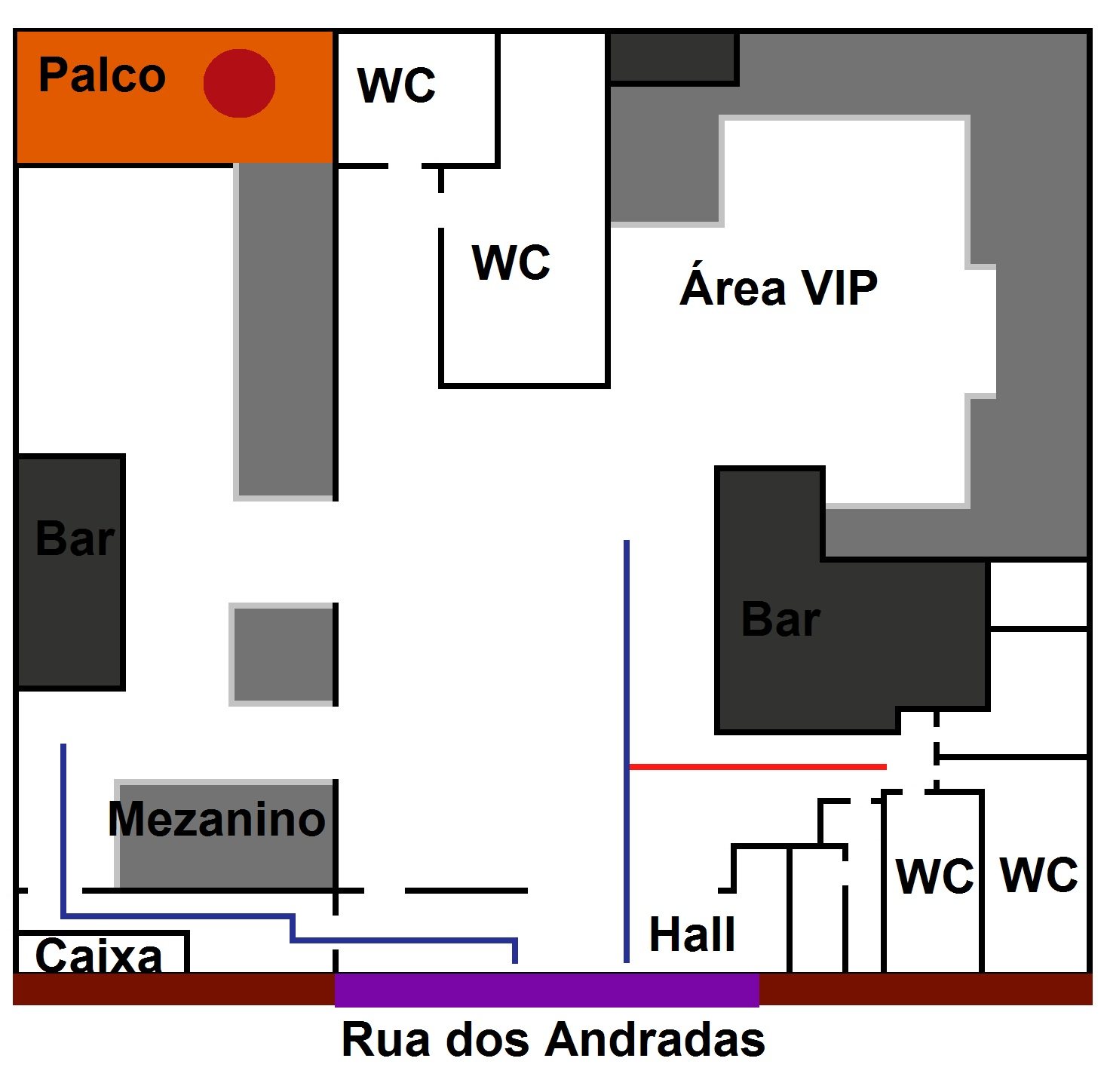
Abbildung des Inneren des Nachtclubs. Der orangefarbene Kreis zeigt den Brandort, die blauen Linien stellen die verfügbaren Fluchtwege dar und die rote Linie zeigt den Weg der meisten Verletzten.

Ursache für das Feuer war ein bei einem Auftritt der Band Gurizada Fandangueira benutzter Feuerwerkseffekt, der vom Hersteller nur zur Verwendung im Freien genehmigt ist. Funken einer Leuchtfackel setzten das Dämmmaterial der Decke des Veranstaltungsraums in Brand.
Der Nachtclub Kiss befindet sich im Zentrum der Stadt in der Rua dos Andradas 1955. Der Veranstaltungsraum des Clubs hatte eine Kapazität von 2000 Personen. Nach Angaben mancher brasilianischer Medien war er aber nur für maximal 1000 Personen ausgelegt.  Zum Zeitpunkt des Unglücks waren nach Polizeiangaben rund 900 Menschen im Nachtclub.
Es gab neben dem Haupteingang nur einen Notausgang, zudem sollen die Sicherheitskräfte nach Augenzeugenberichten mit der Situation überfordert gewesen sein. Der Versuch eines Sicherheitsmannes, den Brand zu löschen, soll gescheitert sein, weil der verwendete Feuerlöscher nicht funktionierte. Die Sicherheitsleute öffneten den Haupteingang erst, als sie sicher waren, dass Feuer ausgebrochen war. Da es in Brasilien üblich ist, den Eintrittspreis und die Getränke erst beim Verlassen von Clubs und Musikkneipen zu bezahlen, fürchteten sie, Besucher könnten die Zeche prellen. Aus demselben Grund war der einzige Ausgang auch durch Gitter verengt. Die Verengung der zwei Meter breiten Eingangs- und Ausgangstür und fluchterschwerende Eisengitter im Außenbereich haben zur Tragödie beigetragen. Die Sicherheitsgenehmigung für den Nachtclub seitens der Feuerwehr von Santa Maria war nach eigenen Angaben im August 2012 abgelaufen.

## Verlauf
Die Opfer der Katastrophe waren zumeist junge Studenten der Universidade Federal de Santa Maria, da an dem Abend eine Universitätsparty in dem Nachtclub stattgefunden hatte. Das Feuer breitete sich in Sekunden an der Decke aus, in welcher Schaumstoffplatten als Schallschutz verarbeitet waren, welche beim Brand Blausäure und andere giftige Brandgase freisetzten. Im dichten, schwarzen und hochgiftigen Rauch verloren die Nachtclubbesucher die Orientierung, viele wurden sofort Opfer der toxischen Rauchgase.  Zahlreiche Besucher wurden zu Boden getreten und verloren das Bewusstsein. Andere starben in den beiden Toiletten an Rauchvergiftung.

## Reaktionen
- Die Staatspräsidentin Brasiliens, Dilma Rousseff, brach aufgrund der Katastrophe ihre Teilnahme an der CELAC-EU-Konferenz in Santiago de Chile vorzeitig ab.[12]
- Der Präfekt von Santa Maria, Cezar Schirmer, verkündete eine Trauer von 30 Tagen.
- Die Fußballliga des Bundesstaats Rio Grande Sul beschloss für einen Spieltag zu pausieren.[13]
- In Brasília wurde eine für den 28. Januar geplante Feier zur kommenden Fußball-Weltmeisterschaft abgesagt.[14]

## Juristische Aufarbeitung
Im Dezember 2021 wurden die beiden Betreiber des Nachtclubs zu Freiheitsstrafen von 19 Jahren und 6 Monaten bzw. 22 Jahren und 6 Monaten, zwei Musiker zu je 18 Jahren verurteilt. Während des zehntägigen Prozesses in Porto Alegre wurden 14 Überlebende und 19 Zeugen angehört.
Im August 2022 hob ein Gericht im Bundesstaat Rio Grande do Sul, das sich aus drei Richtern zusammensetzt, die Urteile mit zwei zu eins Stimmen auf, da es bei der Auswahl der Geschworenen zu Unregelmäßigkeiten gekommen war. Die Staatsanwälte erklärten, dass sie gegen die Entscheidung Berufung einlegen wollen. Die Freilassung der vier Gefangenen wurde bereits angeordnet.